# 11720 Horodyskyj
A 11720 Horodyskyj (ideiglenes jelöléssel 1998 HZ99) a Naprendszer kisbolygóövében található aszteroida. A LINEAR projekt keretében fedezték fel 1998. április 21-én.